# Salem (Nowy Jork)
Salem – miasto w Stanach Zjednoczonych, w stanie Nowy Jork, w hrabstwie Washington.